# فهان مخيتاريان
فهان مخيتاريان (مواليد 16 أغسطس 1996) هو سبّاح أرميني، مثّل بلاده في الألعاب الأولمبية الصيفية 2016.

## روابط خارجية
فهان مخيتاريان على موقع الاتحاد الدولي للسباحة (الإنجليزية)
- فهان مخيتاريان على موقع أوليمبيديا (الإنجليزية)